# Mobile Asteroid Surface Scout
Mobile Asteroid Surface Scout (MASCOT) ist ein Asteroidenlander und Rover, der federführend vom Deutschen Zentrum für Luft- und Raumfahrt (DLR) in Kooperation mit der französischen Raumfahrtagentur CNES und der japanischen Raumfahrtbehörde JAXA entwickelt wurde. Die japanische Sonde Hayabusa 2, die im Dezember 2014 zum Asteroiden (162173) Ryugu startete, führte diesen Lander an Bord mit. Nach Ankunft beim Asteroiden wurde der Roboter MASCOT im Oktober 2018 von der Sonde ausgeklinkt, landete auf dem Asteroiden, drehte sich automatisch in die korrekte Messposition und bewegte sich durch von der Erde kommandierte Sprungbewegungen von einer Messstelle zur nächsten.

## Mission
Hayabusa 2 kam am 27. Juni 2018 am Zielasteroiden an, erkundete ihn zunächst aus der Distanz landete später auf ihm, um Gesteinsproben zu entnehmen und zur Erde zurückzubringen. Bis zu drei (andere) Rover und MASCOT landeten vor dem Mutterschiff auf dem Asteroiden. MASCOT unterstützte das Mutterschiff bei der Suche nach einem geeigneten, wissenschaftlich interessanten Platz zur Probenentnahme. Zudem führte MASCOT selbst auf dem Asteroiden Experimente durch.
In einer Entfernung von rund 300 Millionen Kilometern von der Erde wurde MASCOT am 3. Oktober 2018 um 03:58 CEST aus einer Höhe von 51 Metern zum Asteroiden Ryugu entlassen. Er kam etwa 20 Minuten später nach mehreren kleineren „Hüpfern“ auf der Asteroidenoberfläche zur Ruhe und begann mit seinen Instrumenten, Messungen an verschiedenen Stellen auf dem Asteroiden durchzuführen. MASCOT konnte sich mit Hilfe einer Schwungmasse, die im Inneren des Landers beschleunigt wird, springend bewegen. Diese Sprungbewegung wurde dreimal ausgeführt. An jeder Position wurde eine Messsequenz durchlaufen und die Daten werden zum Mutterschiff übertragen. Einige Messungen liefen auch während der Bewegung weiter. Alle gesammelten Daten konnten an Hayabusa 2 übermittelt werden. Um 21:04 CEST waren die Batterien erschöpft, so dass die Mission von MASCOT endete.
Es wurden sowohl tags- als auch nachtsüber Daten aufgezeichnet: MASCOT absolvierte einen vollständigen Messzyklus aller Instrumente über einen Asteroidentag und eine Asteroidennacht hinweg; ein Tag-Nacht-Zyklus auf Ryugu entspricht rund 7 Stunden und 36 Minuten. So konnte aus den Daten von MARA die thermische Trägheit des Regoliths bestimmt werden; dabei wurde u. a. festgestellt, dass kleine Meteoritenbruchstücke kohlenstoffreicher Asteroiden allgemein zu fragil sind, um einen Eintritt in die Erdatmosphäre zu überstehen.

## Technischer Überblick
- Struktur: Die käfigartige äußere Struktur des insgesamt knapp 10 kg schweren Landers ist mit nur 450 Gramm extrem leicht und zugleich hochsteif. Dies wird durch die Verwendung spezieller, nur 0,125 mm dicker CFK-Schichten ermöglicht, die mit einem Schaumkern bzw. als Laminat zu einer Fachwerkstruktur kombiniert sind.[6] Die äußeren Abmessungen sind 27,5 × 29 × 19,5 cm.[7]
- Mobilität: Die Gravitation auf Ryugu ist so gering, dass Fortbewegung auf Rädern nicht mehr möglich ist. Stattdessen wird ein Impuls über eine exzentrisch gelagerte Schwungmasse erzeugt, die im Inneren des Landers beschleunigt und abgebremst wird. Je nach Ansteuerung dieses Aktuators können verschiedene Manöver wie das Aufrichten von verschiedenen Seiten und das Springen durchgeführt werden.[7]
- Ausrichtungsbestimmung, Navigations- und Kontrollsystem (GNC): Fünf optische Sensoren und sechs Fotozellen liefern Daten, mit denen die Ausrichtung des Landers bestimmt werden kann.[7]
- Kommunikation: Zwei Patchantennen mit Rundstrahlcharakteristik stellen die Kommunikation mit Hayabusa 2 her. Diese leitet die Daten an die Bodenstationen auf der Erde weiter.[7]
- Thermal Control: Während des Hinflugs benötigte MASCOT Heizkörper, um die Elektronik und die Batterie warm zu halten. Auf der Asteroidenoberfläche angekommen wurde allerdings intern so viel Wärme produziert, dass diese vom Thermalsystem abgeführt werden musste, um nicht zu überhitzen. Die Elektronik ist durch Heat-Pipes mit einem Kühlkörper auf der Oberseite verbunden, die Batterie verbinden vier Metallstäbe mit einem weiteren Kühlkörper.[7]
- MESS: Das Mechanical Electrical Support System ist das Interface zwischen MASCOT und Hayabusa 2: neben der mechanischen Struktur, der Stromversorgung und der Datenübertragung enthält es auch den Mechanismus, mit dem MASCOT auf den Asteroiden abgeworfen wird.[7]

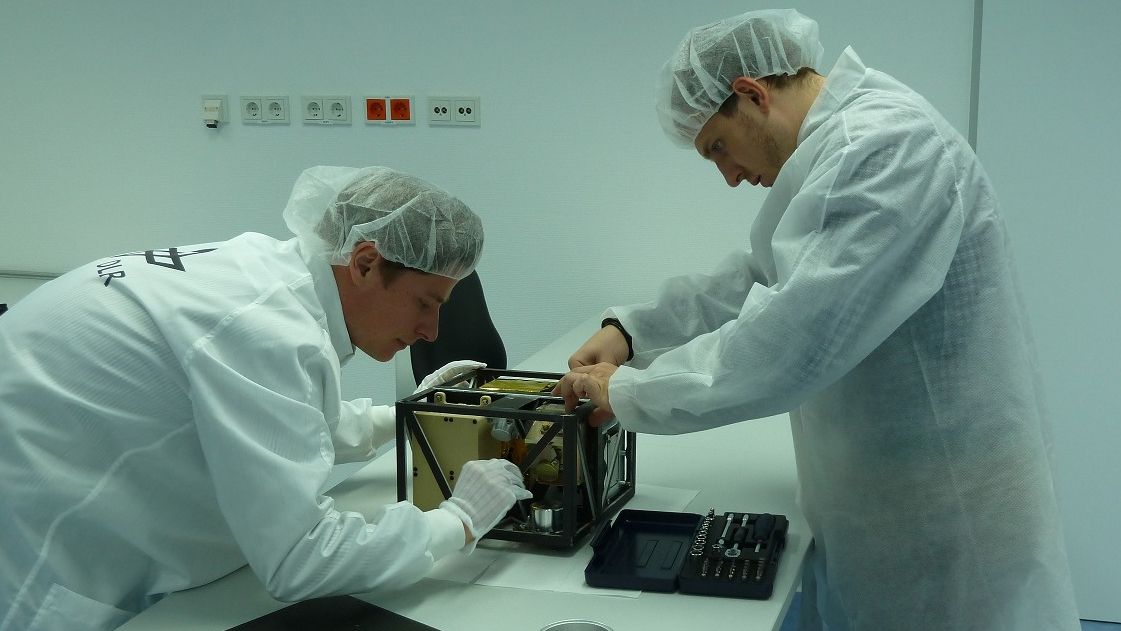
Zusammenbau der Teile MASCOTs am DLR (2012)
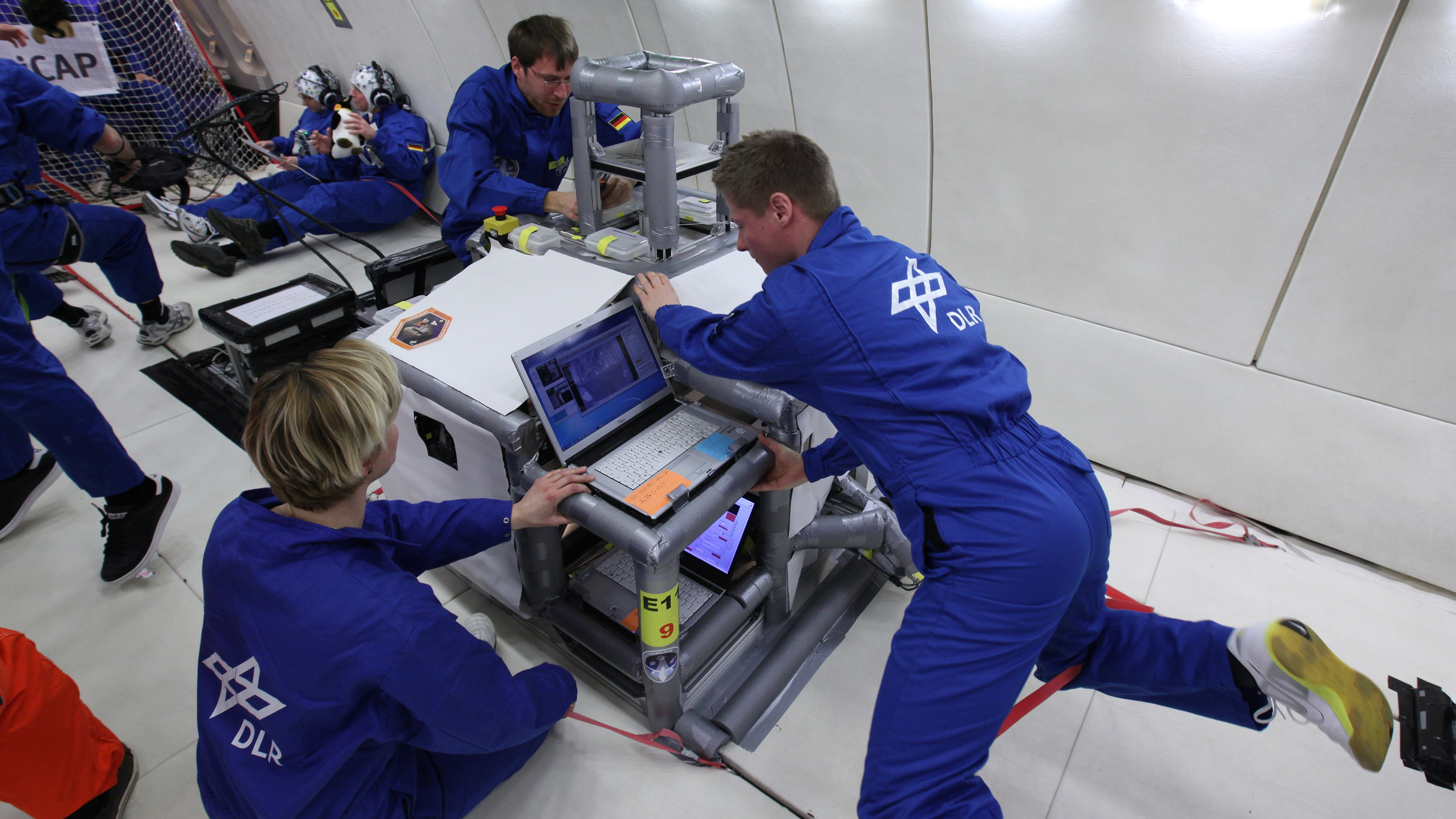
Test des Landers während eines Parabelfluges (2012)
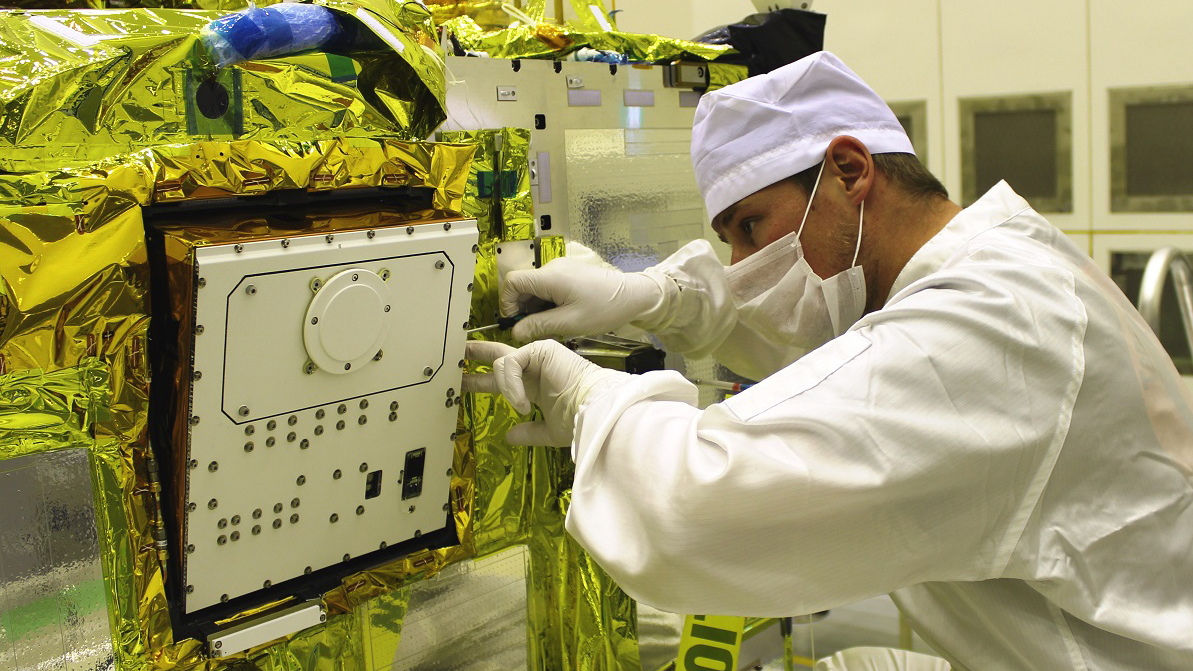
Einbau von MASCOT in die Raumsonde Hayabusa 2 (2014)

## Instrumente
MASCOT hat Platz für vier Instrumente („Nutzlasten“), die insgesamt drei Kilogramm schwer sind. Dieser hohe Anteil der Nutzlasten an der Gesamtmasse zeichnet diesen Lander besonders aus.
- MicrOmega – Mikroskop für den nahen Infrarotbereich zur Erkennung der Materialbeschaffenheit der direkten Umgebung, entwickelt von CNES
- CAM – Kamera, entwickelt vom DLR
- MARA – Radiometer zur Bestimmung von Oberflächentemperatur, Strahlungsvermögen und Wärmespeicherzahl der Umgebung, entwickelt vom DLR
- MasMAG – Fluxgate-Magnetometer zur Messung des Magnetfelds, gebaut vom Institut für Geophysik und Extraterrestrische Physik und der Technischen Universität Braunschweig (TUBS).